# Christiane Akoua Ekué
Christiane Tchotcho Akoua Ekué est une écrivaine et éditrice togolaise, de langue française et née en 1954.

## Biographie
Christiane Ekué est née à Lomé le 11 août 1954, d'un père comptable et d'une mère enseignante. Sa famille parle la langue gen à la maison. Elle va à l'école à Lomé où enseigne sa mère, puis poursuit ses études supérieures à Beaune en France, au Togo et à Sarrebruck, en Allemagne. Après ses études, elle travaille comme réviseur pour la maison d'édition Nouvelles éditions africaines (NEA) située au Togo ; en 1989 elle écrit son premier roman qui raconte l'histoire d'un romancier dont le manuscrit est volé. En 1992, Ekué monte les échelons et devient directrice de la maison. En 2005, elle fonde la maison d'édition Éditions Graines de Pensées à Lomé.

## Sélection de publications
- Le Crime de la rue des notables, roman (1989)[1]
- Partir en France, récit (1996)